# Impromptu
Impromptu, instrumentalt musikstycke, som avses låta som om det vore improviserat i stunden.
Kompositörer som skrivit impromptun är till exempel Frédéric Chopin, Robert Schumann och Aleksandr Skrjabin. Franz Schuberts impromptun (ibland namngivna på franska, "Moments musicaux"), är troligen de mest spelade. Dessa finns samlade i hans op. 90 och op. 142.